# Jacob Fabricius (Theologe)
Jacob Fabricius (heute auch Jacob Fabritius, eigentlich Jacob Schmidt; * 1551; † 1. April 1629 in Danzig) war ein reformierter Theologe und Rektor des Akademischen Gymnasiums in Danzig.

## Leben
Der Großvater Heinrich Schmidt stammte aus dem Gebiet um Köln, der Vater Arnold († 1593) war Ratsherr und Richter in Danzig. Die Mutter Katharina war eine Tochter des dortigen Ratsherrn Michael Koessler. Ob der reformierte Theologe Thomas Fabricius ein Verwandter war, ist unbekannt.
Jacob studierte seit 1568 in Wittenberg Theologie und wurde 1574 Magister. Danach ging er kurz nach Heidelberg und anschließend nach Basel, wo er 1576 bei Johann Jakob Gryneus zum Doktor der Theologie promovierte. Dort erhielt er wahrscheinlich auch seine calvinistische (reformierte) Prägung. In dieser Zeit änderte er seinen Namen in die latinisierte Form Fabricius.
1580 wurde Jacob Fabricius Rektor des Akademischen Gymnasiums in Danzig und blieb dies 49 Jahre lang.
1585 wurde er außerdem Prediger der Trinitatiskirche.
Dort änderte er einige Bestandteile der Liturgie in reformierte Formen, so teilte er Brot statt Oblaten beim Abendmahl aus und ließ die zehn Gebote in der biblischen Fassung statt der lutherischen lesen.
Dieses rief empörte Proteste einiger lutherischer Prediger hervor, vor allem von Michael Coletus an der Marienkirche. Es folgten heftige polemische Schriften beider Seiten gegeneinander. Jacob Fabricius entwickelte sich zum konsequentesten Vertreter der reformierten Ansichten, da er als Schulrektor im Stadtrat ausreichend Unterstützung hatte und nicht der kirchlichen Aufsicht des Geistlichen Ministeriums unterstand.